# 资金周转率
公式
资金周转次数 = 计算期内销售收入总额 / 固定资产(原值)和流动资金的平均占用额

资金周转天数 = ( 资金平均占用额 x 计算期天数 ) / 计算期内销售收入总额 
定义
一种衡量资金周转速度的指标

　企业资金（包括固定资金和流动资金）在生产经营过程中不间断地循环周转，从而使企业取得销售收入。企业用尽可能少的资金占用,取得尽可能多的销售收入,说明资金周转速度快，资金利用效果好。资金周转速度可以用资金在一定时期内的周转次数表示，也可以用资金周转一次所需天数表示。

例如，企业一年的销售收入总额为4000万元，按月平均占用的固定资产（原值）和流动资金总额为2000万元，即每年周转2次,每次周转需要180天。加快资金周转,可以节约资金。在一定的生产规模和销售收入的情况下，把资金周转率提高一倍，就可以节约一半的资金。
　　资金周转率也可用固定资金周转率和流动资金周转率分别反映。其周转次数或天数仍用上列公式计算，但要将资金平均占用额分别改为固定资产（原值）或流动资金的平均占用额。固定资金周转率反映固定资金的周转速度。从固定资金的周转形态而言，则有它自己的特点，即：比较长期地保存它的实物形态，其价值只是随耗损程度逐渐转入产品价值，同时以计提折旧的形式收回相应的货币资金,直至其价值均已转入产品的价值,收回的货币资金用于固定资产更新，才完成了它的周转循环。因此，从个别的固定资产来看，它的资金周转率则是其使用周期。流动资金周转率，反映流动资金周转速度。在保证生产经营正常进行的情况下，资金周转速度越快，说明资金利用效果越好。